# Georges Montillier
Pour l’article ayant un titre homophone, voir Montillier.
Georges Montillier, né à Roanne le 18 avril 1939 et mort le 22 février 2022 à Mably, est un acteur français, ancien élève du Conservatoire de Paris et ex-pensionnaire de la Comédie-Française.
En 1998, il quitte Paris, et fonde le Cours d'art dramatique Myriade, à Lyon, qu'il dirige jusqu'en 2009

## Filmographie

### Cinéma
- 1978 : L'Ordre et la sécurité du monde de Claude d'Anna
- 1980 : Certaines nouvelles de Jacques Davila
- 1983 : Un bon petit diable de Jean-Claude Brialy
- 1984 : Les Ripoux de Claude Zidi
- 1984 : Partenaires de Claude d'Anna
- 1986 : Mon beau-frère a tué ma sœur de Jacques Rouffio
- 1986 : Pirates de Roman Polanski
- 1986 : Conseil de famille de Costa-Gavras
- 1986 : Le Môme d'Alain Corneau
- 1987 : Poussière d'ange d'Édouard Niermans
- 1988 : Daniel endormi de Michel Béna (court-métrage)
- 1990 : Ripoux contre ripoux de Claude Zidi
- 1990 : Les Mille et Une Nuits de Philippe de Broca

### Télévision

#### Séries télévisées
- 1969 : Que ferait donc Faber ? de Dolorès Grassian
- 1971 : Aubrac-City de Jean Pignol
- 1973 : Les Nouvelles Aventures de Vidocq de Marcel Bluwal
- 1974 : Chéri-Bibi de Jean Pignol
- 1977 : La famille Cigale de Jean Pignol
- 1986 : Catherine de Marion Sarraut
- 1987 : Le Gerfaut de Marion Sarraut
- 1988 : Palace de Jean-Michel Ribes
- 1991 : C'est quoi, ce petit boulot ? de Michel Berny
- 1995 : Navarro
- 1995 : Le Retour d'Arsène Lupin
- 1996 : L'Allée du Roi de Nina Companéez

#### Téléfilms
- 1969 : L'Officier recruteur de Jacques Pierre
- 1978 : Mais n'te promène donc pas toute nue ! de Jeannette Hubert
- 1980 : Tartuffe ou L'imposteur de Jean Pignol
- 1996 : Le Veilleur de nuit de Philippe de Broca

#### Au théâtre ce soir
- 1972 : La main passe de Georges Feydeau, mise en scène Pierre Mondy, réalisation Pierre Sabbagh, théâtre Marigny
- 1978 : Libres sont les papillons de Leonard Gershe, adaptation Raymond Castans, mise en scène Raymond Gérôme, réalisation Pierre Sabbagh, théâtre Marigny
- 1979 : Bataille de dames d'Eugène Scribe & Ernest Legouvé, mise en scène Robert Manuel, réalisation Pierre Sabbagh, théâtre Marigny
- 1979 : Un jour j'ai rencontré la vérité de Félicien Marceau, mise en scène Raymond Gérôme, réalisation Pierre Sabbagh, théâtre Marigny
- 1984 : Georges Courteline au travail impromptu de Sacha Guitry et Boubouroche de Georges Courteline, mise en scène Robert Manuel, réalisation Pierre Sabbagh, théâtre Marigny

#### Le petit théâtre d'Antenne 2
- 1978 : L'article 330 de Georges Courteline
- 1979 : Emilienne et la fidélité de Jean-Pierre Aumont
- 1985 : Le déjeuner marocain de Jules Romains

## Théâtre
- 1962 : La Critique de l'école des femmes de Molière, mise en scène Jean Meyer, théâtre du Palais-Royal
- 1962 : Les Femmes savantes de Molière, mise en scène Jean Meyer, théâtre du Palais-Royal
- 1963 : Le Malade imaginaire de Molière, mise en scène Jean Meyer, théâtre du Palais-Royal
- 1964 : On ne badine pas avec l'amour de Alfred de Musset, mise en scène Jean-Laurent Cochet, théâtre de l'Ambigu
- 1964 : L'Étourdi ou les Contretemps de Molière, mise en scène Marc Lamole, théâtre de l'Ambigu
- 1964 : Cet animal étrange de Gabriel Arout, mise en scène Claude Régy, théâtre Hébertot
- 1964 : Le Barbier de Séville de Beaumarchais, mise en scène Jean-Laurent Cochet, théâtre de l'Ambigu
- 1966 : Chat en poche de Georges Feydeau, mise en scène Jean-Laurent Cochet, théâtre Édouard VII
- 1969 : Les Garçons de la bande de Mart Crowley, mise en scène Jean-Laurent Cochet, théâtre Édouard VII
- 1970 : L'Amour masqué de Sacha Guitry, mise en scène Jean-Pierre Grenier, théâtre du Palais-Royal
- 1971 : Clair-obscur d'Israel Horovitz, mise en scène Laurent Wesman, théâtre de la Gaîté-Montparnasse, théâtre du Lucernaire
- 1972 : En avant... toute!	de Michel André, mise en scène Michel Roux, théâtre Édouard VII
- 1978 : Boulevard Feydeau de Georges Feydeau, mise en scène Raymond Gérôme, théâtre des Variétés
- 1983 : Chacun sa vérité de Luigi Pirandello, mise en scène François Périer, Comédie des Champs-Élysées
- 1986 : Le Tombeur de Robert Lamoureux, mise en scène Jean-Luc Moreau, théâtre de la Porte-Saint-Martin
- 1987 : Monsieur Chasse de Georges Feydeau, mise en scène Yves Pignot, théâtre de la Porte-Saint-Martin
- 1988 : Croque-monsieur de Marcel Mithois, mise en scène Raymond Acquaviva, théâtre Daunou
- 1990 : Bon week-end, monsieur Bennett, mise en scene  par Michel Fagadau au théâtre Daunou
- 1991 : Le Prête-nom de John Chapman et Anthony Marriott, mise en scène Jean-Luc Moreau captation.
- 1995 : Croque-monsieur de Marcel Mithois, mise en scène Raymond Acquaviva,  théâtre Daunou